# Sigefroi de Bellême
Sigefroi de Bellême también Sigefroi de Creil-Bellême y Sifroi de Bellême (m. 995) fue un noble normando, obispo de Le Mans de 960 hasta 995. Pertenecía a la casa de Bellême. Sucedió a obispo Mainard, hermano de Raúl III de Beaumont-au-Maine. Su genealogía no está muy clara, pero su hermana Godehilde fue esposa de Yves de Bellême.
Perdió el favor de Fulco II de Anjou y entró en grave conflicto con Hugo II de Maine, que logró expulsarle de su episcopado a la fuerza. Buscó entonces el apoyo de Bouchard de Vendôme. Los condes de Maine llevaban varias generaciones luchando por controlar tanto la ciudad de Le Mans como las investiduras.
Como solía ser habitual en la época, habría comprado su puesto en simonía por carecer educación eclesiástica como laico convertido en obispo por interés político. Parece ser, por las crónicas, que tuvo una vida escandalosa y llegó a casarse y tener descendencia a una edad avanzada. Los sacerdotes y obispos conservaban entonces a las mujeres que tenían antes de su ordenación e incluso las tomaban públicamente después con todas las ceremonias de un matrimonio legítimo. A su muerte, en 995 por incontinencia, le sucedió en el cargo su sobrino Avesgaud de Bellême que también vio ensombrecido su episcopado con el conflicto de los condes de Maine.